# Mark Covell
Mark Covell (Glasgow, 7 de noviembre de 1967) es un deportista británico que compitió en vela en la clase Star. Participó en los Juegos Olímpicos de Sídney 2000, obteniendo una medalla de plata en la clase Star (junto con Ian Walker).

## Palmarés internacional
| \| Juegos Olímpicos \| Juegos Olímpicos \| Juegos Olímpicos \| Juegos Olímpicos \| \| Año \| Lugar \| Medalla \| Clase \| \| ---------------- \| ------------------ \| ---------------- \| ---------------- \| \| 2000 \| Sídney (Australia) \| Medalla de plata \| Star \| |                    |                  |       |
| Juegos Olímpicos |                    |                  |       |
| Año | Lugar              | Medalla          | Clase |
| 2000 | Sídney (Australia) | Medalla de plata | Star  |